# Одеське юридичне товариство
Одеське юридичне товариство — наукове правниче товариство, засноване в Одесі у 1885 році.

## Заснування
У 1879—1885 роках в Одесі діяло Юридичне товариство при імператорському Новоросійському університеті, до якого входили як професори університету, так і правники-практики (судді, прокурори, адвокати). Через розбіжності у поглядах між теоретиками — ліберально налаштованими професорами Новоросійського університету і практиками — консервативно налаштованими суддями і прокурорами, в також обмеженням університетської автономії за царювання Олександра III університетське юридичне товариство 20 серпня 1885 року було закрите. Міністр народної освіти запропонував створити інше юридичне товариство поза університетом. Таким чином 1885 року було засноване нове «Одеське юридичне товариство».

## Діяльність товариства
Засідання товариства проходили по вівторках у будівлі, де у той час розміщувалась Одеська судова палата, вул. Пушкінська, 5/Грецька, 16 (зараз тут розташований Музей західного і східного мистецтва). Головою товариства був обраний Павло Студенцов, голова Департаменту Одеської судової палати. Павло Федорович Студенцов (1843—1902) належав до числа найвищих чиновників Російської імперії, 21 червня 1895 року призначений членом Правлячого Сенату. Товаришем голови (заступником) був обраний Митрофан Васильович Шимановський До активних діячів Одеського юридичного товариства належав майбутній міністр судових справ і міністр юстиції в уряді Української Народної Республіки Сергій Шелухін.
Одеське юридичне товариство 1888 року видало «Праці Одеського юридичного товариства» у трьох томах. Видавало також протоколи своїх засідань за 1885—1892 роки. 1889 року у пам'ять 50-ліття від смерті, перевидало працю М. М. Сперанського «Обозрение исторических сведений о своде законов».

## Відновлення діяльності
Діяльність Одеського юридичного товариства була відновлена у 2019 році при Одеському відділенні Української академії наук в рамках Одеського історико-літературного товариства. Перші збори Одеського історико-літературного товариства відбулись 15 жовтня 2019 року. Головою товариства було обрано члена Одеського регіонального відділення УАН Ірину Лопатюк. Товариство декларує свою спадкоємність таких історичних наукових товариств, як «Одеське юридичне товариство», «Історико-філологічне товариство», «Одеське бібліографічне товариство», «Одеське товариство шанувальників науки, літератури і мистецтва» та «Одеське товариство письменників».